# Gran icosàedre triakis
En geometria, el gran icosàedre triakis és un políedre isoèdric no convex. És el dual del gran dodecàedre truncat estelat.